# 14/88
14/88 — кодовый лозунг неонацистов и белых националистов, также употребляющийся ими в качестве приветствия или подписи.
Состоит из двух разделённых косой чертой фрагментов: «14» и «88», иногда разделитель опускается.
Число 14 соответствует количеству слов (по английскому оригиналу) в каждой из фраз: «We must secure the existence of our people and a future for white children» — «Мы должны защитить само существование нашего народа и будущее для белых детей» и «Because the beauty of the White Aryan woman must not perish from the earth» — «Чтобы красота Белой Арийской женщины никогда не исчезла с лика земли!». Оба изречения принадлежат Дэвиду Лэйну, члену террористической организации белых супремасистов «The Order». Он же объединил «14» со вторым фрагментом лозунга — «88».
Символ-число 88 в ультраправых кругах может означать:
- утверждение Адольфа Гитлера из 1-й части 8-й главы книги «Моя борьба», которое вдохновило Д. Лэйна на формулирование первого из двух процитированных выше изречений, длиной (по немецкому оригиналу) в 88 слов — перевод:

Мы ведём борьбу за обеспечение существования и за распространение нашей расы и нашего народа. Мы ведём борьбу за обеспечение пропитания наших детей, за чистоту нашей крови, за свободу и независимость нашего отечества. Мы ведём борьбу за то, чтобы народ наш действительно мог выполнить ту историческую миссию, которая возложена на него творцом вселенной. Каждая наша мысль и каждая наша идея, вся наша наука и всё наше знание — всё должно служить только этой цели. Только с этой единственной точки зрения должны мы проверять целесообразность того или другого средства.

- закодированное приветствие «Heil Hitler!»[3] («Хайль Гитлер!»), поскольку буква «H» стои́т в латинском алфавите восьмой. Оно появилось после разгрома нацистской Германии (весна 1945 года) в среде представителей СС и Гитлерюгенда, которые, не смирившись с капитуляцией, сформировали отряд «Синие соколы» и в 1945—1946 гг. (пока не были ликвидированы) пытались совершать террористические вылазки против войск союзников, в основном в британской зоне оккупации[4]. Позднее данное приветствие (до Лэйна без «14») стало практиковаться в разных неонацистских и расистских сообществах;
- количество заповедей Дэвида Лэйна[англ.]. Эти заповеди носят агрессивно-экстремистский характер и направлены на разжигание межрасового противостояния; в российских реалиях они воспринимаются как возбуждающие скорее межэтническую рознь[5].

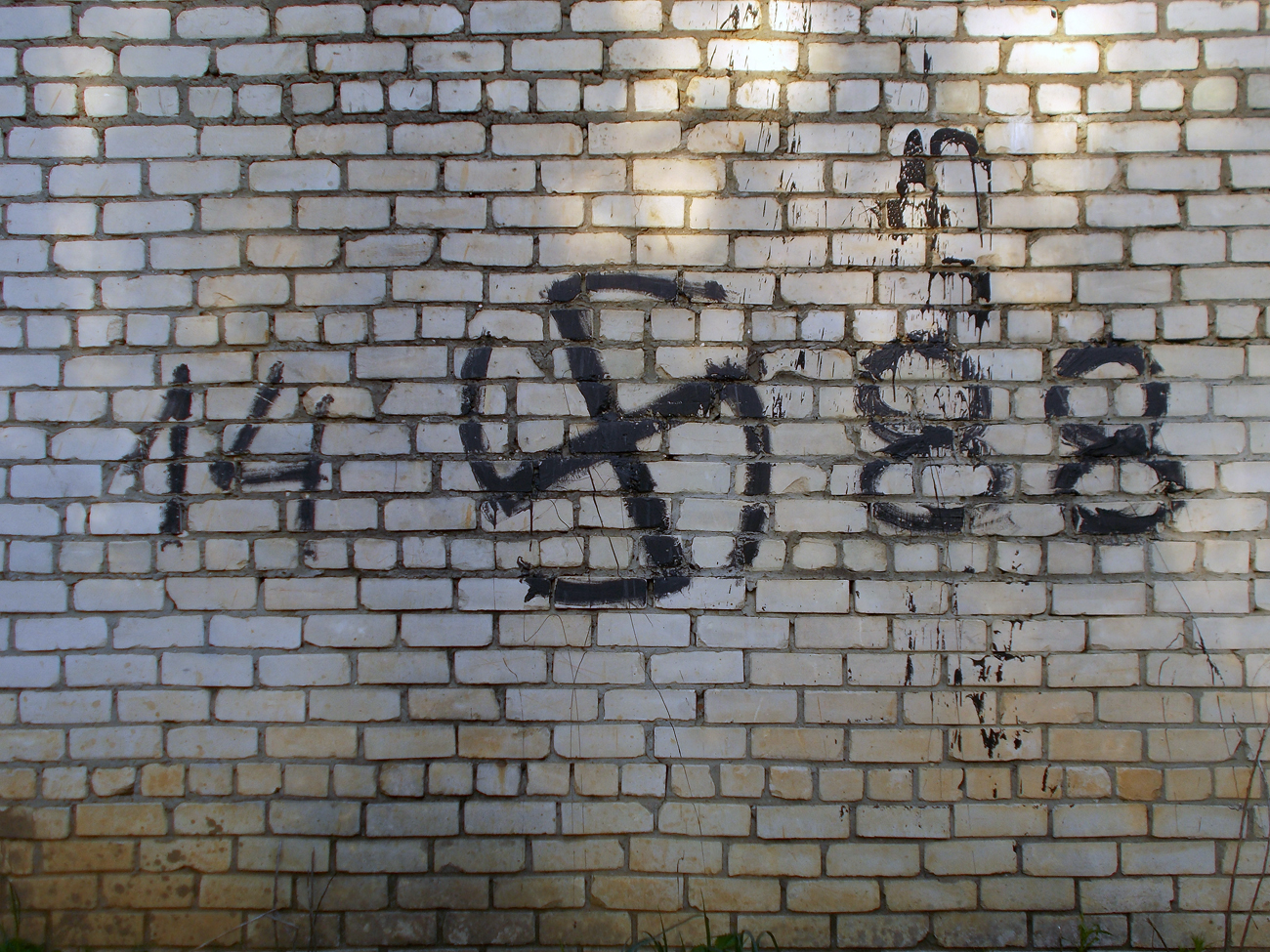
Электросталь, 2020

В середине 2010-х годов в Москве и Подмосковье действовала ультранационалистическая преступная группировка под названием «14/88», специализировавшаяся на садистских расправах с лицами неславянской внешности и ставившая перед собой цель очистить столицу от нерусских.
Числовая комбинация «14/88» внесена Минюстом России в «Федеральный список экстремистских материалов», публичное использование данного сочетания цифр вне чисто математического контекста может рассматриваться как пропаганда нацизма и являться основанием для судебного разбирательства.
Случается, что набор цифр 1488 появляется без связи с фашизмом или нацизмом, но определённые подозрения всё же возникают: так, один из банков Урала в преддверии Дня Победы в 2008 году обещал пенсионерам по вкладам 14,88 % годовых, что обернулось скандалом. Некоторые инстанции во избежание провоцирующей двусмысленности стараются исключать подобные казусы — например, не выдают идентификационные номера с данной последовательностью цифр (пример: в Германии в земле Баден-Вюртемберг в 2021 году введён запрет на выдачу таких номеров для автомобилей).